# Dracena (Brasil)
Dracena és un municipi del Brasil dins l'estat de São Paulo a 632 km d'aquesta ciutat. Ocupa una superfície de 488 km² i l'any 2010 tenia 43.263 habitants. Té un clima tropical. La seva temperatura mitjana anual és de 22,6 °C. amb una pluviometria mitjana de 1260 litres.
Dracena va ser segregada de Gracianópolis (actualment Tupi Paulista) l'any 1945. El seu nom escollit mitjançant un concurs, fa referència a la planta Dracena dins la família de les asparagàcies.